# Zernez
Zernez (, toponimo romancio e tedesco; in italiano Cernezzo, desueto) è un comune svizzero di 1 523 abitanti del Canton Grigioni, nella regione Engiadina Bassa/Val Müstair.

## Geografia fisica
Zernez è situato in Bassa Engadina, alla confluenza dell'Aqua Granda nell'Inn; dista 33 km da Davos, 34 km da Sankt Moritz, 89 km da Coira, 104 km da Merano e 157 km da Lugano. Il punto più elevato del comune è la cima del Piz Vadret (3 229 m s.l.m.), che segna il confine con S-chanf; 114,65 km² del territorio comunale fanno parte del Parco nazionale svizzero, del quale costituisce il 68% dell'area totale.

## Storia
Il 1º giugno del 1961 presso Zernez si incontrarono per la prima volta due associazioni terroristiche, l'italiana Befreiungsausschuss Südtirol (BAS) e l'austriaca Bergisel-Bund (BIB), a cui parteciparono: per il BIB, Alois Oberhammer, Wolfgang Pfaundler, Eduard Widmoser e Kurt Welser; per il BAS, Georg Klotz e Luis Amplatz. Lo scopo fu quello di organizzare la catena di attentati nota come Notte dei fuochi.
Il 1º gennaio 2015 ha inglobato i comuni soppressi di Lavin e Susch.

## Monumenti e luoghi d'interesse

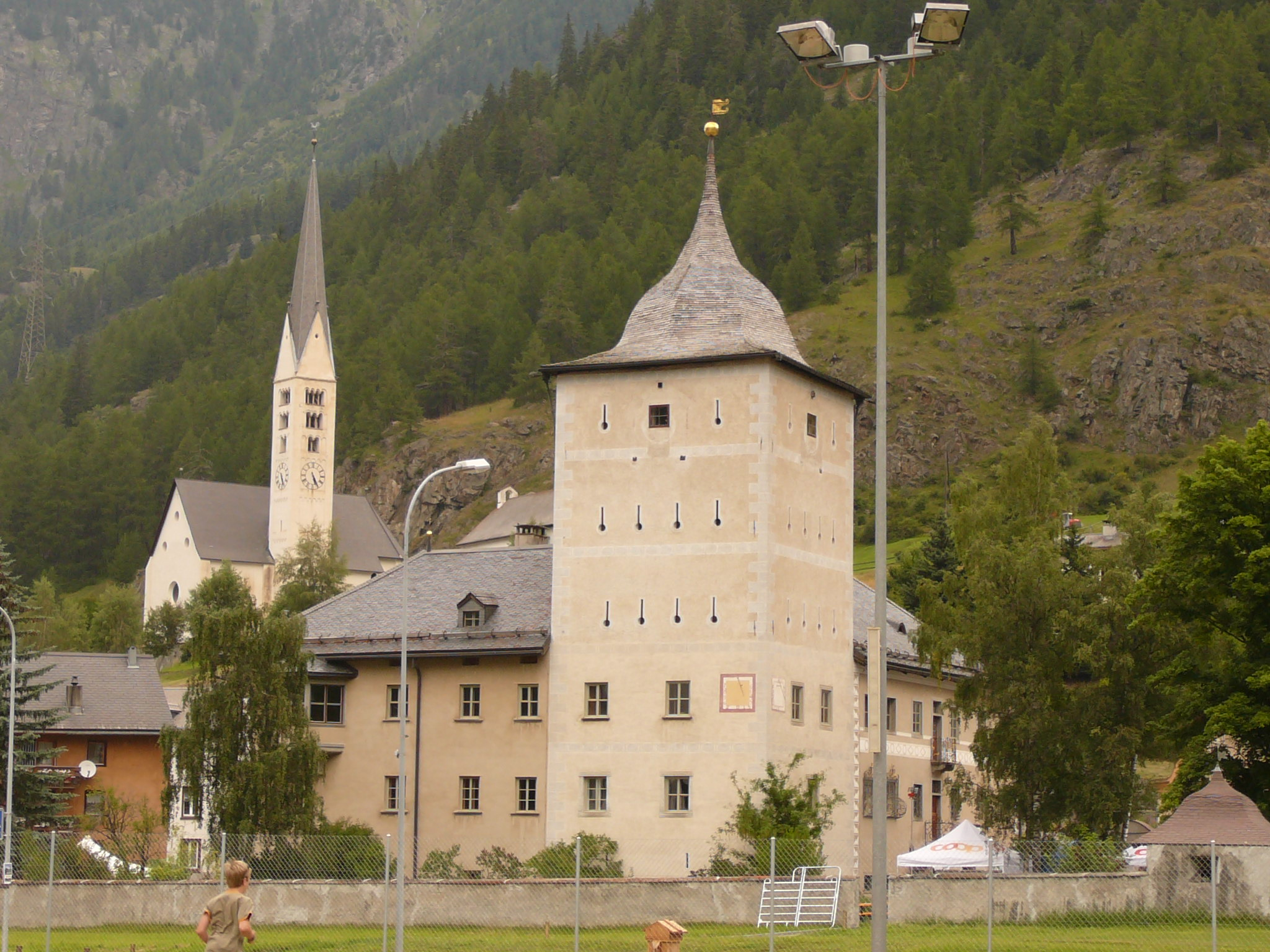
La chiesa e il castello Planta-Wildenberg

- Chiesa riformata, eretta nel 1609[1];
- Castello Planta-Wildenberg, dal 2007 sede amministrativa del Parco nazionale svizzero[1];
- Centro del Parco nazionale svizzero, istituito nel 1914[1];
- Diga del Punt dal Gall;
- Diga di Ova Spin.

## Società

### Evoluzione demografica
L'evoluzione demografica è riportata nella seguente tabella:
Abitanti censiti

## Geografia antropica

### Frazioni
Le frazioni di Zernez sono:
- Brail
- Lavin[6]
  - Gonda
- Susch[7]

## Economia
Zernez è una località di villeggiatura (escursionismo nel Parco nazionale svizzero).

## Infrastrutture e trasporti

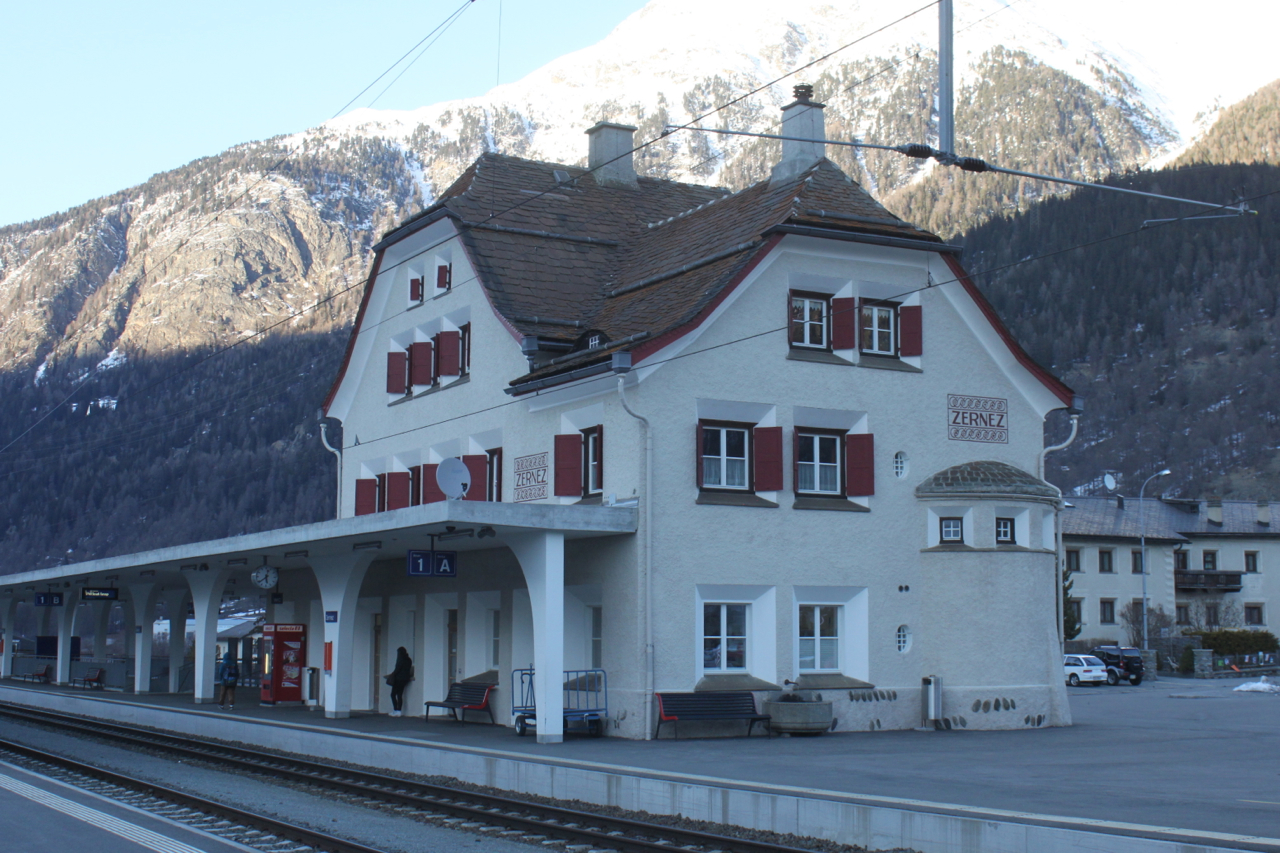
La stazione di Zernez

Il comune è servito dalle stazioni ferroviarie di Chinuos-chel-Brail, di Lavin, di Sagliains, di Susch e di Zernez della Ferrovia Retica, sulla linea Pontresina-Scuol.